# 比亞托瓦亞 (亞利桑那州)
比亞托瓦亞（英語：Piato Vaya）是位於美國亞利桑那州皮馬縣的一個非建制地區。該地的面積和人口皆未知。

## 地理
比亞托瓦亞的座標為32°03′02″N 112°09′28″W / 32.05056°N 112.15778°W，而該地的平均海拔高度為730米（即2395英尺）。